# Lac Levasseur (rivière Faguy)
Pour les articles homonymes, voir Levasseur et Lac Levasseur.
Le lac Levasseur est un plan d'eau douce traversé par la rivière Faguy et situé du côté Est du réservoir Gouin, dans le territoire de la ville de La Tuque, dans la région administrative de la Mauricie, dans la province de Québec, au Canada.
Ce plan d’eau s’étend entièrement dans les cantons de Faguy, de Levasseur et de Routhier.
Les activités récréotouristiques constituent la principale activité économique du secteur. La foresterie arrive en second.
Diverses routes forestières secondaires desservent les alentours du « Lac Levasseur » pour accommoder les activités récréotouristiques et la foresterie de la rive Est du réservoir Gouin. Ces routes forestières se connectent à l’Est à la route 450 qui passe au Sud et à l’Est du lac Levasseur ; cette route enjambe la rivière Faguy par le "Pont du Lac-Levasseur" situé à l'embouchure du lac. Cette route relie vers le Sud le barrage Gouin et le barrage La Loutre. Cette route passe sur le barrage Carpe Rouge, situé à l’embouchure du lac.
La surface du « Lac Levasseur » est habituellement gelée de la mi-novembre à la fin avril, toutefois la circulation sécuritaire sur la glace se fait généralement du début décembre à la fin de mars.

## Géographie
Les bassins versants voisins du « Lac Levasseur » sont :
- côté nord : rivière Faguy, lac Faguy, lac Berlinguet, ruisseau Little, ruisseau Berlinguet ;
- côté est : rivière Wabano, ruisseau Masson, rivière Cécile ;
- côté sud : rivière Faguy, rivière Wabano, ruisseau Payolas, baie Kikendatch, rivière Saint-Maurice ;
- côté ouest : rivière au Vison, rivière au Vison Ouest, lac Brochu (réservoir Gouin), rivière Atimokateiw.

D’une longueur de 10,7 km, le lac Levasseur est enchâssé entre deux séries de montagnes dont :
- côté Est : le mont Bériaux (sommet à 598 m à 1,3 km de la rive ;
- côté Ouest : une montagne (sommet à 559 m à 1,1 km de la rive, ainsi qu’une autre montagne (sommet à 584 m) à 1,2 km au Sud-Ouest de la rive.

Le lac Levasseur s’approvisionne du côté Nord de la rivière Faguy laquelle draine en amont les eaux du lac Faguy.
Le barrage Carpe-Rouge est aménagé à l’embouchure du « Lac Levasseur », au Sud-Est, soit à :
- 0,8 km au Nord-Ouest de l’embouchure de la rivière Faguy ;
- 11,1 km au Nord de l’embouchure de la rivière Wabano ;
- 12,3 km au Nord-Est du barrage Gouin ;
- 61,3 km au Nord-Ouest du centre du village de Wemotaci (rive Nord de la rivière Saint-Maurice) ;
- 142 km au Nord-Ouest du centre-ville de La Tuque ;
- 256 km au Nord-Ouest de l’embouchure de la rivière Saint-Maurice (confluence avec le fleuve Saint-Laurent à Trois-Rivières)[1].

À partir de l’embouchure du Lac Levasseur, le courant coule sur 1,0 km vers le Sud-Est par la rivière Faguy et 13,0 km vers le Sud-Ouest par la rivière Wabano. Cette dernière se déverse en aval du barrage La Loutre. À partir de cette embouchure, le courant emprunte la rivière Saint-Maurice jusqu’à Trois-Rivières.

## Toponymie
Jadis, ce plan d’eau était désigné « Lac Carpe-Rouge », soit le même nom que le barrage à son embouchure.
Le toponyme « lac Levasseur » est associé au canton de Levasseur. Ce toponyme évoque l’œuvre de vie de Nazaire Levasseur (1848-1927). Longtemps journaliste à L'Événement, un quotidien de Québec dont il est rédacteur en chef, Levasseur devient fonctionnaire du gouvernement canadien à Québec et exerce la fonction de consul pour divers pays d'Amérique latine. Musicien de talent, il participe à la fondation du Septuor Haydn et de l'Académie de musique puis à celle de la Société symphonique de Québec, ancêtre de l'orchestre symphonique actuel. Chroniqueur prolifique, il publie de nombreux textes dans « La Musique », revue dont il est le fondateur, dans son « Histoire de la musique de Québec » et dans son recueil « Têtes et figures » (1920). Président de la Société de géographie de Québec de 1898 à 1905, il publie entre 1889 et 1921, un nombre considérable d'articles dans le bulletin de cette société.
Le toponyme « Lac Levasseur » a été officialisé le 5 décembre 1968 par la Commission de toponymie du Québec, soit à la création de cette commission.